# 葛昂
葛昂，浙江上虞人，明朝初期政治人物，進士出身。

## 生平
永乐十六年（1418年），登戊戌科進士，授監察御史。